# Million Dollar Championship
Het Million Dollar Championship is een professioneel worstelkampioenschap in WWE op hun NXT brand.
De titel werd oorspronkelijk geïntroduceerd door "The Million Dollar Man" Ted DiBiase in 1989 als een niet-erkende kampioenschap toen de organisatie nog de World Wrestling Federation heette (WWF, in 2002 omgedoopt tot WWE). DiBiase kon het WWF Championship (nu WWE Championship) niet winnen of kopen en introduceerde het Million Dollar Championship als zijn eigen titel, die hij zelden verdedigde.

## Lijst van Million Dollar Champions
| Nr.                                 | Champion                               | #          | Datum            | Stad                  | Evenement                   | Opmerkingen |
| ----------------------------------- | -------------------------------------- | ---------- | ---------------- | --------------------- | --------------------------- | --- |
| World Wrestling Federation (WWF)    |                                        |            |                  |                       |                             | |
| 1                                   | Ted DiBiase                            | 1          | 15 februari 1989 | Binghamton, New York  | Superstars of Wrestling     | Gefrustreerd dat hij het WWF Championship niet kon winnen, liet DiBiase het Million Dollar Championship voor zichzelf creëren en onthulde hij de titelriem tijdens een segment van "The Brother Love Show". Deze aflevering werd uitgezonden op 4 maart 1989. |
| 2                                   | Virgil                                 | 1          | 26 augustus 1991 | New York              | SummerSlam                  | [ 2 ] |
| 3                                   | Ted DiBiase                            | 2          | 11 november 1991 | Utica, New York       | Survivor Series Showdown    | Deze aflevering werd uitgezonden op 24 november 1991. |
| Opgeborgen                          | Opgeborgen                             | Opgeborgen | 7 februari 1992  | Denver, Colorado      | House show                  | [ 4 ] |
| 4                                   | The Ringmaster/Stone Cold Steve Austin | 1          | 18 december 1995 | Newark, Delaware      | Raw                         | Deze aflevering werd uitgezonden op 8 januari 1996. |
| Opgeborgen                          | Opgeborgen                             | Opgeborgen | 28 mei 1996      | —                     | —                           | Stone Cold Steve Austin borg de titel op, na dat Ted DiBiase de WWF verliet voor WCW. In mei 2002, werd WWF omgedoopt tot World Wrestling Entertainment (WWE).                                                                                                |
| World Wrestling Entertainment (WWE) |                                        |            |                  |                       |                             | |
| 5                                   | Ted DiBiase Jr.                        | 1          | 5 april 2010     | Moline, Illinois      | Raw                         | Zijn vader, Ted DiBiase, bekroonde hem het kampioenschap. |
| Opgeborgen                          | Opgeborgen                             | Opgeborgen | 15 november 2010 | Hershey, Pennsylvania | Raw                         | Nadat het kampioenschap was gestolen van Ted DiBiase Jr., gaf Goldust de titel terug aan Ted DiBiase, die probeerde het terug te geven aan zijn zoon, maar DiBiase Jr. verwierp het, waardoor de titel werd gedeactiveerd.                                    |
| WWE: NXT                            |                                        |            |                  |                       |                             | |
| 6                                   | LA Knight                              | 1          | 13 juni 2021     | Orlando, Florida      | NXT TakeOver: In Your House | Ted DiBiase heeft het kampioenschap opnieuw geïntroduceerd in de aflevering van NXT op 8 juni 2021. Knight versloeg Cameron Grimes in een ladderwedstrijd om de herrezen titel te winnen.                                                                     |

## Lijst
| Nr. | Worstelaar      | # | Aantal dagen kampioen |
| --- | --------------- | - | --------------------- |
| 1.  | Ted DiBiase     | 2 | 1010                  |
| 2.  | Ted DiBiase Jr. | 1 | 224                   |
| 3.  | The Ringmaster  | 1 | 152                   |
| 4.  | Virgil          | 1 | 77                    |
| 5.  | LA Knight       | 1 | 8                     |